# Molí d'en Peixet
El molí d'en Peixet és un molí hidràulic de Bescanó (Gironès) incòs a l'Inventari del Patrimoni Arquitectònic de Catalunya.

## Descripció
L'edifici i les instal·lacions del molí d'en Peixet han experimentat una important remodelació darrerament. Es conserven part de les estructures de l'antic molí i el petit transformador elèctric que hi havia al costat de la bassa, però les dependències annexes (corts i coberts) que hi havia han desaparegut, i l'habitatge ha estat profundament remodelat i només manté els trets bàsics de l'estructura original (edificació de tres plantes amb vessant a façana). Actualment, les obres de remodelació es troben a mig fer.

## Història
L'any 1889 els drets d'aigua del molí van ser adquirits per Manuel Bonmatí de Cendra per controlar el sistema hidràulic que serà el motor de la colònia Bonmatí. L'any 1940 l'aiguat s'endú la resclosa de feixines. El molí funciona amb energia elèctrica a partir de llavors, fins que s'abandona pels volts del 1970.